# ヘドニック指数
計量経済学から見るヘドニック指数はヘドニックからの情報をもととした任意の価格指数である。
ヘドニックは、製品の価格をその特性によって解釈することができる。
ヘドニック価格指数は新しい商品の検討と品質の急激な変化から生じる問題などを軽減することができるので情報通信製品（例えばパーソナルコンピュータ）の価格指数を計算するのに非常に便利とされる。

## モチベーション
過去の20年間、情報通信技術（ICT）製品の物価指数の計算方法はかなりの注目を集めていた。議論はアメリカで開始され、世界中で続いている。ボスキン委員会は1996年に作成した報告書で、ICT製品の価格指数の偏りの問題を出した。彼らは、従来のマッチングモデルのインデックスは、実質のインフレを過大評価することがあるのでICT産業の特殊性を測るのに用いれないことを示した。（すなわち、商品替えの速さ、市場製品の大きな品質の違い、製品ライフサイクルの短さなど）。 委員会は、マッチしたモデル指数（伝統的な物価指数）を使用して得た結果は毎年アメリカ公式の消費者物価指数（CPI-U）に比べインフレ率は0.6％過大評価されることを発見した。同様の結果はカナダのカニンガムと日本の白塚とイギリスのクロフォードでも得られた。
品質調整は国民経済計算のデフレーター（GDPデフレーターを参照）を理解するのにも重要である。例えば、アメリカでは1995年以降の成長加速は、ICT製品の投資拡大による資本ストックと労働生産性上昇率（ボスワースとトリプレット、2001）の増加のおかげである。これは、デフレーターの国際比較をより複雑にした。ワイコフとEUはOECDと欧州諸国におけるICTデフレーターに大きい分散が存在することを表明している。
これらの違いは、それが市場の状況、規制等のいかなる手段でも説明できないほど大きいである。二つの研究は差異のほとんどが違う国の品質の調整手順のかヅレから来ていると表明している、逆に、ICTに国際比較の投資することは不可能（デフレで算出されているから）。そして、これによってさまざまな方法を使用しGDPの数値を計算、経済（国、地域、等）におけるICTの影響比較することを難しくした。

## ヘドニック
一つの線形経済モデルを上げると：期間tで我々は商品を持っている。これはkの特性のベクトルによって記述することができる。
ヘドニック回帰（断面）は
{\displaystyle P_{it}=c_{0t}+\sum _{j=1}^{k}c_{it}z_{jit}+\xi _{it},}
これは係数と関係{\displaystyle c_{it}}を持ち、正規分布{\displaystyle \xi _{it}}を有する独立同一分布{\displaystyle N(0,\sigma ^{2})}である。